# スズキ・GSX400E
GSX400E（ジーエスエックスよんひゃくイー）は、スズキが製造販売していたネイキッドタイプのオートバイの車種。

## 概要
GSX400シリーズは、GS400シリーズの後継として登場した。
空冷並列2気筒エンジンを搭載する点は共通ながら、バルブ数が2バルブから4バルブへと進化している。
なお、スズキの車種の命名には法則があり、「GS」は4サイクルスーパースポーツ車の称号、「X」は4バルブを示す記号となっている。
GSX400シリーズ最初に登場したモデルは1980年発売のGSX400Eであり、同モデルはGS400シリーズの最終型GS400E-2の代替機種に当たる。
GSX400Eは1981年にマイナーチェンジを受け、フロントブレーキのダブルディスク化、扁平タイヤの採用などが行われた。
1982年には、GSX400Eカタナと名称変更を受け、エンジンやフレームなどの車体構成はそのままに、外装を一新。
GSX250Eと共に同年にモデルチェンジを行ったGSX1100EZ同様の外観となり、「カタナ」のサブネームが与えられ、カタナシリーズの一角を担った
。
さらに1983年には、ビキニカウルを装備した派生モデルが登場。GSX400Eシリーズとしてはこのモデルイヤーが最終となった。
なお、同時期におけるスズキの400ccクラスのスポーツモデルとしては、4気筒エンジン搭載のGSX400Fが並行してラインナップされていた。

## モデル一覧
- 1980年：GSX400E（GS40X型）：車種名「GSX400E」
- 1981年：GSX400E-2（GS40X型）：車種名「GSX400E」
- 1982年：GSX400E-3（GK51C型）：車種名「GSX400Eカタナ」
- 1983年：GSX400E-4（GK51C型）：車種名「GSX400Eカタナ」
  - 1983年：GSX400ES-4（GK51C型）：車種名「GSX400Eカタナ」ビキニカウル装備タイプ